# Бежецк
Бе́жецк (на руски: Бежецк) е град в Русия, административен център на Бежецки район, Тверска област.
Населението на града към 1 януари 2018 година е 21 179 души.